# Grafo de intersección

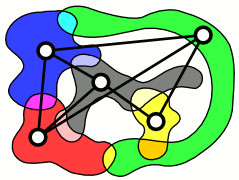
Familia de 5 conjuntos y grafo de intersección asociado.

En teoría de grafos, dada una familia de conjuntos {Si}, se define su grafo de intersección como el grafo obtenido al representar cada conjunto Si por un vértice de modo que dos vértices sean adyacentes si y solo si los conjuntos que representan tienen intersección no vacía.
Cualquier grafo G puede ser representado como grafo de intersección: para cada vértice vi de G, construiremos un conjunto Si formado por todas las aristas incidentes en vi; dos de estos conjuntos tendrán intersección no vacía si y solo si los vértices correspondientes a cada conjunto comparten una arista.
Al restringir las familias de conjuntos a ciertos tipos, se obtienen las siguientes familias de grafos:
- Grafo de intervalos, el grafo de intersección de intervalos de la recta real.
- Grafo arco circular, grafo de intersección de arcos definidos sobre una misma circunferencia.
- Grafo cordal, una de sus caracterizaciones es la de ser grafo de intersección de subgrafos conexos de un árbol.